# Drottning Margot
Drottning Margot (franska: La Reine Margot) är en fransk dramafilm från 1994 i regi av Patrice Chéreau. Filmen är baserad på Alexandre Dumas den äldres roman Drottning Margot. I huvudrollerna ses Isabelle Adjani, Daniel Auteuil, Jean-Hugues Anglade, Vincent Perez och Virna Lisi. 

## Rollista i urval
| Isabelle Adjani       | – Margareta av Valois    |
| Jean-Hugues Anglade   | – Karl IX av Frankrike   |
| Vincent Perez         | – La Môle                |
| Daniel Auteuil        | – Henrik IV av Frankrike |
| Virna Lisi            | – Katarina av Medici     |
| Asia Argento          | – Charlotte de Sauve     |
| Dominique Blanc       | – Henriette de Nevers    |
| Pascal Greggory       | – Anjou                  |
| Claudio Amendola      | – Coconnas               |
| Miguel Bosé           | – Guise                  |
| Hélène de Fougerolles | – Kurtisan               |

## Om filmen
Filmen nominerades till en Oscar för bästa kostym.